# عمر دیاکیت
عمر دیاکیت (انگلیسی: Check Oumar Diakité؛ زادهٔ ۵ دسامبر ۲۰۰۲) بازیکن فوتبال اهل فرانسه است.
وی همچنین در تیم ملی فوتبال زیر ۲۰ سال فرانسه بازی کرده‌است.